# Liste der Naturdenkmale in Obersulm
| Naturdenkmale | Anzahl |
| ------------- | ------ |
| FND           | 7      |
| END           | 7      |
| Gesamt        | 14     |

Die Liste der Naturdenkmale in Obersulm nennt die verordneten Naturdenkmale (ND) der im baden-württembergischen Landkreis Heilbronn liegenden Gemeinde Obersulm. In Obersulm gibt es insgesamt vierzehn als Naturdenkmal geschützte Objekte, davon sieben flächenhafte Naturdenkmale (FND) und sieben Einzelgebilde-Naturdenkmale (END).
Stand: 1. November 2016.

## Flächenhafte Naturdenkmale (FND)
| Name                       | Bild | Kennung     | Einzelheiten | Position | Fläche Hektar | Datum         |
| -------------------------- | ---- | ----------- | ------------ | -------- | ------------- | ------------- |
| Altenbergkuppe             |      | 81251100010 | Obersulm     | ⊙        | 1,0           | 18. Juli 1986 |
| Feuchtgebiet „Greutwiesen“ |      | 81251100012 | Obersulm     | ⊙        | 1,6           | 18. Juli 1986 |
| Feuchtgebiet „Sandwiesen“  |      | 81251100005 | Obersulm     | ⊙        | 0,7           | 18. Juli 1986 |
| Hohle nördlich des Autals  |      | 81251100007 | Obersulm     | ⊙        | 0,5           | 18. Juli 1986 |
| Hohle zum Asangwald        |      | 81251100006 | Obersulm     | ⊙        | 0,3           | 18. Juli 1986 |
| Waldrand am Zeilberg       |      | 81251100011 | Obersulm     | ⊙        | 2,5           | 18. Juli 1986 |
| Wolfsklinge                |      | 81251100004 | Obersulm     | ⊙        | 2,1           | 18. Juli 1986 |
| Legende für Naturdenkmal   |      |             |              |          |               |               |

## Einzelgebilde (END)
| Name                                 | Bild | Kennung     | Einzelheiten | Position | Fläche Hektar | Datum         |
| ------------------------------------ | ---- | ----------- | --- | -------- | ------------- | ------------- |
| Felsenbrücke Hohlenstein             |      | 81251100001 | Obersulm, Eichelberg südöstlich des Orts im Wald an der Gemeindegrenze zu Wüstenrot                                             | ⊙        | 0,0           | 18. Juli 1986 |
| Waldkiefer, sog. „Zigeunerforle“     |      | 81251100002 | Obersulm, Eichelberg nordöstlich des Orts beim Wanderparkplatz „Köberleweg“ Nicht mehr in der LUBW-Datenbank vorhanden.         | ⊙        | 0,0           | 18. Juli 1986 |
| 1 Birnbaum                           |      | 81251100008 | Obersulm, Sülzbach nordöstlich des Orts am „Rauberg“, in der offenen Rebflur, nahe beim Waldrand                                | ⊙        | 0,0           | 18. Juli 1986 |
| 1 Birnbaum                           |      | 81251100009 | Obersulm, Willsbach südlich des Orts im Baumstreifen am Wirtschaftsweg, zwischen Gewann „Gänsäcker“ und Gewann „Kleines Feldle“ | ⊙        | 0,0           | 18. Juli 1986 |
| 1 Eiche, sog. „Luther-Eiche“         |      | 81251100013 | Obersulm, Eschenau südlich des Orts im Waldgebiet „Köberle“, beim westlichen Waldrand am Wirtschaftsweg der Rebflur „Paradies“  | ⊙        | 0,0           | 18. Juli 1986 |
| 1 Roßkastanie sog. „Schlosskastanie“ |      | 81251100003 | Obersulm, Weiler im Schloßpark von Schloss Weiler                                                                               | ⊙        | 0,0           | 18. Juli 1986 |
| 1 Roßkastanie                        |      | 81251100014 | Obersulm, Eschenau beim Bahnhof                                                                                                 | ⊙        | 0,0           | 18. Juli 1986 |
| Legende für Naturdenkmal             |      |             | |          |               |               |